# Krzyk (squat)
Krzyk – squat założony we wrześniu 1998 w opuszczonym budynku przy ul. Sienkiewicza 25 w Gliwicach przez osoby związane ze stowarzyszeniem „Krzyk”.

## Działalność
Mieszkańcy squatu włączali się w wiele inicjatyw i akcji kulturalnych oraz społecznych, takich jak koncerty, wystawy, sound systemy, przeglądy filmowe, warsztaty, spotkania itp. Na squacie miała swoje miejsce Biblioteka Wolnościowa. Wokół squatu skupiona była też grupa Jedzenie Zamiast Bomb, która regularnie przez kilka lat rozdawała w Gliwicach wegetariańskie posiłki wszystkim potrzebującym. Na „Krzyku” mieściła się również sala prób, która przez lata służyła wielu lokalnym zespołom grającym muzykę punkową. Wydawany był również newsletter „Czekając na exmisję” oraz art zin „Skarpeta squatersa”.

## Likwidacja
Squat „Krzyk” przestał istnieć w maju 2005 r.
Kontynuacją squatu „Krzyk” jest „Centrum Kultury Niezależnej 13” – „C.K.N.13” działające na ul. Jana Śliwki 13 w Gliwicach. Miejsce to działa nadal na zasadach squaterskich.